# Veraval
Veraval är en stad i delstaten Gujarat i Indien, och tillhör distriktet Gir Somnath. Folkmängden uppgick till 154 636 invånare vid folkräkningen 2011, med förorter 185 797 invånare.